# Пајнвил (Луизијана)
Пајнвил (енгл. Pineville) град је у америчкој савезној држави Луизијана.

## Демографија
По попису из 2010. године број становника је 14.555, што је 726 (5,2%) становника више него 2000. године.
| Група             | 2000.         | 2010.         |
| Белци             | 9.521 (68,8%) | 9.149 (62,9%) |
| Афроамериканци    | 3.607 (26,1%) | 4.483 (30,8%) |
| Азијати           | 263 (1,9%)    | 225 (1,5%)    |
| Хиспаноамериканци | 158 (1,1%)    | 376 (2,6%)    |
| Укупно            | 13.829        | 14.555        |